# Zhuhesumu
Zhuhesumu (kinesiska: 珠和苏木, 珠和苏木乡) är en socken i Kina. Den ligger i den autonoma regionen Inre Mongoliet, i den norra delen av landet, omkring 450 kilometer sydväst om regionhuvudstaden Hohhot.
Genomsnittlig årsnederbörd är 527 millimeter. Den regnigaste månaden är juli, med i genomsnitt 153 mm nederbörd, och den torraste är december, med 1 mm nederbörd.